# Visolaje
Visolaje este o comună slovacă, aflată în districtul Púchov din regiunea Trenčín, pe malul râului Pružinka⁠(d). Localitatea se află la altitudinea de 277 m deasupra n.m., se întinde pe o suprafață de 9,65 km2 și în 2017 număra 953 de locuitori.

## Istoric
Localitatea Visolaje este atestată documentar din 1327.

## Demografie
| An:                | 1994 | 2004   | 2014   | 2024   |
| ------------------ | ---- | ------ | ------ | ------ |
| Număr de persoane: | 908  | 947    | 911    | 960    |
| Diferență:         |      | +4,29% | −3,80% | +5,37% |

| An:                | 2023 | 2024   |
| ------------------ | ---- | ------ |
| Număr de persoane: | 981  | 960    |
| Diferență:         |      | −2,14% |